# The Last Tango=Blues
The Last Tango=Blues è un album di Blue Mitchell, pubblicato dalla Mainstream Records nel 1973. Il disco fu registrato a Los Angeles, California (Stati Uniti) nel 1973 (nelle note del disco non è riportato né il giorno o giorni e mese esatto di registrazione).

## Tracce
Lato A
1. Soul Turn Around – 4:20 (Walter Bishop Jr.)
2. Killing Me Softly with His Song – 2:53 (Charles Fox, Norman Gimbel)
3. The Message – 3:20 (Patrick Patterson, Steve Scipiol)
4. Steal the Feel – 4:15 (Richard Fritz)

Lato B
1. Last Tango in Paris (dal film Ultimo tango a Parigi) – 2:42 (Gato Barbieri)
2. One for Russ – 4:15 (Alf Clausen)
3. Peace – 2:50 (Horace Silver)
4. P.T. Blues – 3:04 (Blue Mitchell)

## Musicisti
- Blue Mitchell - tromba
- David Angel - sassofono alto, clarinetto
- Jackie Kelso - sassofono tenore
- Herman Riley - sassofono tenore
- Bill Perkins - sassofono tenore, flauto
- Steve Kravitz - sassofono baritono, clarinetto basso
- Charles Kynard - organo
- David T. Walker - chitarra
- Darrell Clayborn - contrabbasso
- Chuck Rainey - basso elettrico
- Ray Pounds - batteria
- King Errisson - percussioni
- Paul Humphrey - percussioni
- Chino Valdes - percussioni
- Richard Fritz - arrangiamenti